# Zetor 7211/7245
Zetor 7211 / 7245 – czeski ciągnik rolniczy produkowany w latach 1984–1992 z serii UR I.

## Dane techniczne
Silnik
- Model Z 7201
- Typ wolnossący

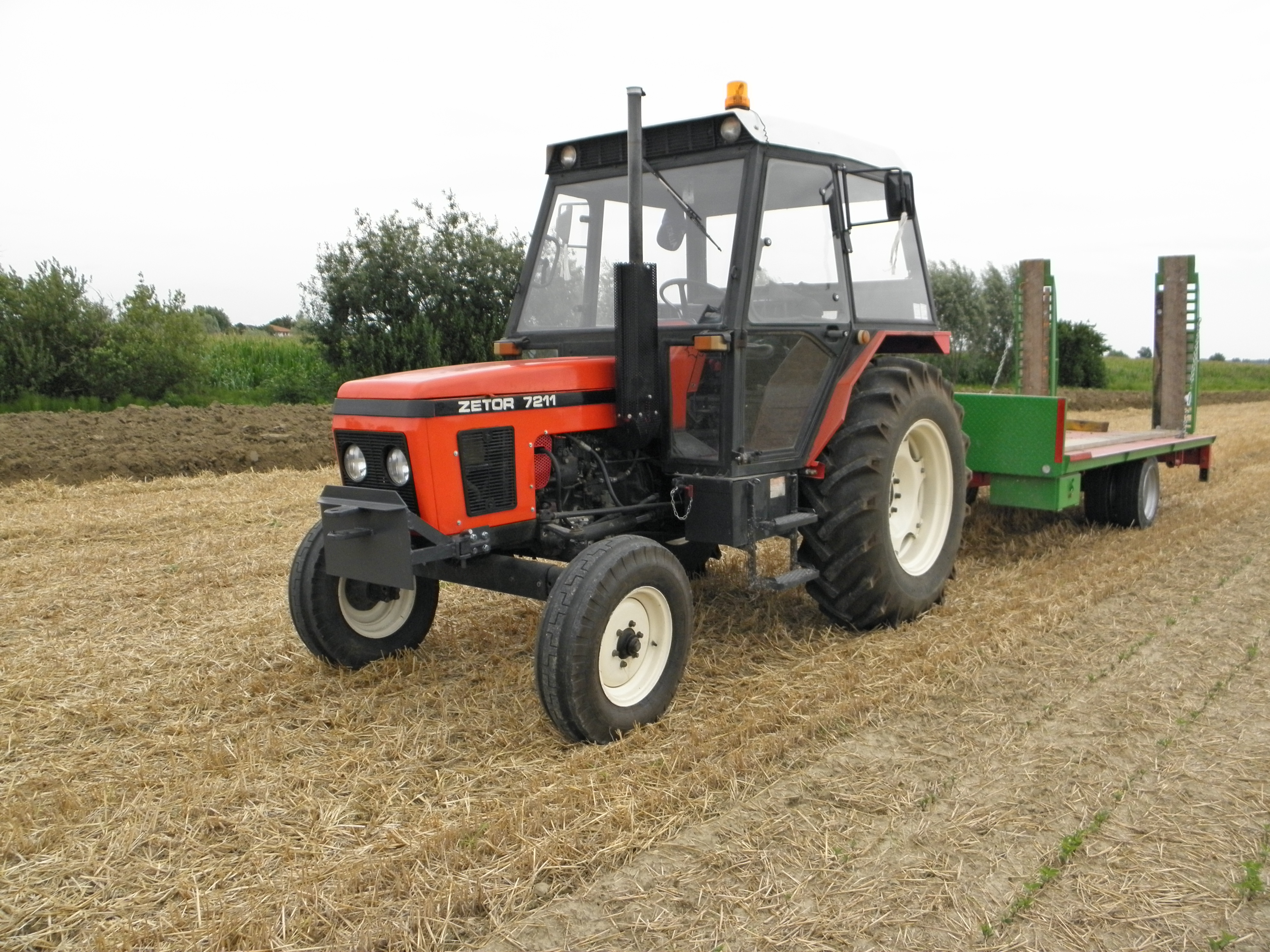
Zetor 7211

- System chłodzenia chłodzony cieczą
- Liczba cylindrów 4
- Pojemność (cm³) 3595
- Moc znamionowa [kW] / [KM] 46/62,5
- Znamionowa prędkość obrotowa (obr./min) 2200
- Max. moment obrotowy 223,8 Nm (1500 obr./min)
- Zapas momentu obrotowego 12%
- Stopień sprężania 17
- Jednostkowe zużycie paliwa 246 g/kWh
- Średnica cylindra / skok tłoka (mm) 102x110
- Rozrząd OHV
- Alternator 14V/55A, Akumulator 12V 150Ah

Sprzęgło
- Dwustopniowe z oddzielnym sterowaniem sprzęgła WOM
- Sprzęgło jezdne sterowane hydraulicznie

Skrzynia biegów
- Liczba biegów przód/tył 10/2, opcjonalnie 20/4
- Opcjonalnie synchronizacja 4 i 5 biegu
- Max. prędkość(km/h) 25 Wał odbioru mocy

- Zależny i niezależny
- Prędkość (obr./min) 540, opcjonalnie 540/1000
- Przedni WOM (obr./min) (opcja): 1000
- sprzęgło suche jednotarczowe sterowane ręcznie, opcjonalnie wspomagane pneumatycznie

Przedni most napędowy (model 7245)
- most napędowy ciężki z klasycznym dyferencjałem lub opcjonalnie automatycznym dyferencjałem typu NoSPIN
- Max. obciążenie osi 35 kN

Hamulce
- Hydrauliczne, bębnowe
- Inst. ster. hamulcami przyczep pneumatyczne lub hydrauliczne

Układ kierowniczy
- Serwomechanizm,

Układ hydrauliczny
- Zetormatic, mechaniczny, regulacja siłowa, pozycyjna i mieszana
- TUZ kategorii II
- Siła podnoszenia (kN) 24
- Wydatek pompy (l / min.) 32
- Ciśnienie nominalne (MPa) 16

Kabina bezpieczna
- BK 6011 opcjonalnie UBK 7011
- Poziom hałasu 85 dB(A)

Ogumienie
- Przód 11,2-24,12,2-24
- Tył 16,9-30,16,9-34

Wymiary (mm)
- Wysokość (do końcówki tłumika) 2737
- Szerokość 1980 mm
- Rozstaw osi 2222
- Prześwit 363
- Długość(z elementami TUZ) 3765
- obciążniki przednie podstawowe 6 sztuk wraz z ramką 135+20 kg (10 sztuk 210 kg)
- obciążniki tylne podstawowe 2+4 sztuk 150 kg (opcjonalnie 2+8 270 kg)
- Masa ciągnika gotowego do pracy z kabiną ze standardowymi obciążnikami 3390 3985 kg

Pojemności (l)
- Silnik 12
- Skrzynia przekładniowa oraz tylny most 27 (+7)
- Zwolnice 2x1,9
- Przednia oś napędzana 4
- Zwolnice przedniej osi napędzanej 2x0,5
- Układ kierowniczy 1,6
- Serwomechanizm 4,6
- Amortyzator układu kierowniczego 0,6
- Chłodnica 11,6
- Zbiornik paliwa 70 l

Inne opcje
- Przedni TUZ
- Przedni WOM
- Radio
- Przednie i tylne obciążniki
- Inne kombinacje ogumienia
- Siedzenie pasażera